# Lady Snowblood 2: Love Song of Vengeance
Lady Snowblood 2: Love Song of Vengeance (jap. 修羅雪姫 怨み恋歌, Shurayuki-hime: Urami renga, dt. „Shurayuki-hime: Racheliebeslied“) ist ein Spielfilm der japanischen Tōei aus dem Jahr 1974 mit Meiko Kaji in der Hauptrolle. Regie führte Toshiya Fujita. Die Inszenierung um politische Unruhen und Intrigen ist eine Fortsetzung des japanischen Rächerfilmklassikers Lady Snowblood aus dem Jahr 1973 und basiert auf einem Manga von Kazuo Koike und Kazuo Kamimura.
Am 21. Februar 2007 kam der Spielfilm in Originalsprache mit deutschen Untertiteln durch Rapid Eye Movies (in der Reihe „Nippon Classics“) in die Videoauswertung.

## Handlung
Der Film spielt vor dem Hintergrund der siegreichen Auseinandersetzung des Großjapanischen Kaiserreiches im Russisch-Japanischen Krieg zu Beginn des 20. Jahrhunderts. In Japan herrscht infolge der enormen Kriegskosten eine Inflation, was von den meisten Japanern mit besonderem Unmut aufgenommen wird. Ein schwelender Konflikt sowie Kritik an den herrschenden Strukturen scheinen unvermeidbar.
Die flüchtige Schwertkämpferin Yuki Kashima, auch „Shurayuki“ genannt, wird nach ihrem blutigen Rachefeldzug, der 37 Menschen das Leben kostete, von einer Polizeieinheit umstellt. Die müde gewordene Rächerin beendet daraufhin den bewaffneten Kampf, lässt sich festnehmen und begibt sich schließlich in die Hände der Justiz. Aufgrund der Schwere der Schuld wird das „Kind der Vergeltung“ im März 1906 zum Tode durch den Strang verurteilt. Am Tag ihrer Hinrichtung wird sie allerdings von einem Trupp der kaiserlichen Geheimpolizei befreit und zu dem mysteriösen Seishiro Kikui geführt, dem Chef der staatlichen Organisation. Dieser unterbreitet der Schönheit, die eigentlich nie wieder töten wollte, das Angebot, sie zu begnadigen, wenn sie im Regierungsauftrag eine Anarchistenzelle unterwandert. Kikui erteilt ihr den Auftrag den politischen Aktivisten und Anarchisten Ransui Tokunaga zu beobachten, der im Besitz brisanter Geheimdokumente zu sein scheint. Yuki lässt sich gezwungenermaßen auf diese erpresserische Intrige ein.
Als blasses Dienstmädchen getarnt wird Yuki bei dem idealistischen Freidenker eingeschleust, der mit seiner kranken Frau, die er einst seinem Bruder ausspannte, in ärmlichen Verhältnissen lebt. Nach und nach lernt die Magd den Rebellen und dessen politische Ansichten kennen. Sie merkt, dass Ransui entgegen den Behauptungen ihrer vorherigen Auftraggeber sein Vaterland liebt. Die Kämpferin gewinnt das Vertrauen des Revolutionärs und schlägt sich schließlich auf dessen Seite. Später erfährt sie von den wahren Machenschaften Kikuis und des ehemaligen Generalstaatsanwalts Kendo Terauchi, die einst einen Hochverrat inszenierten um politische Widersacher zu dezimieren; ihre Karrieren nahmen daraufhin einen gewaltigen Aufschwung. Lediglich ein belastendes Dokument, welches sich im Besitz des Radikalen befindet, kann die inhumanen Umtriebe beweisen und letztlich die Schergen des Staates aufhalten.
Als Ransui bei einer politischen Veranstaltung eine Rede halten will, die explosiven Charakter hat, versuchen die Bösewichte in der Regierung ihn mit allen Mitteln aufzuhalten, um einen Skandal zu verhindern. Sie nehmen ihn in Gewahrsam, während der verwundeten Yuki die Flucht mit dem Beweismaterial gelingt. Ihr Ziel ist der desillusionierter Bruder Ransuis, der Arzt Shusuke Tokunaga, der im Tokioter Elendsviertel Samegabashi, einem rechtsfreien Raum im Stadtviertel Yotsuya lebt und praktiziert. Die Geheimpolizei folgt ihr ins Armenviertel, wo sie sich fortan versteckt. Nachdem Ransui misshandelt, gefoltert und mit einer tödlichen Injektion eines Pesterregers infiziert wird – seine Frau wird zwischenzeitlich ermordet – plant der ebenfalls an der Pest erkrankte Shusuke, die Hintermänner des inszenierten Hochverrats zu erpressen. Doch Kikui ist nicht gewillt sich den Forderungen der Rebellen zu fügen und veranlasst seinerseits die Niederbrennung eines Armenviertels, in dem er das brisante Dokument vermutet. Viele unschuldige Menschen finden so einen grausamen Flammentod.
Am Ende des Films nimmt Yuki gemeinsam mit ihrem neugewonnenen Freund Shusuke den Kampf gegen die Verantwortlichen auf. Es gelingt ihr eine größere Anzahl Polizisten mit ihrem Schwert zu töten, darunter auch den zum Justizminister ernannten Terauchi sowie den bereits verwundeten Kikui. In einer der letzten Szenen des Films erbittet der im Sterben liegende Shusuke von Yuki, die ebenfalls verletzt ist, den tödlichen Gnadenstoß, den sie ihm wortlos gewährt.

## Kritiken
Das Lexikon des internationalen Films schrieb, der Film sei „weniger stringent als der erste Film“, warte jedoch „immer noch mit einem ebenso harten wie außergewöhnlichen Unterhaltungspotenzial“ auf.